# Mycetophila fraterna
Mycetophila fraterna är en tvåvingeart som beskrevs av Johannes Winnertz 1863. Mycetophila fraterna ingår i släktet Mycetophila och familjen svampmyggor. Arten har ej påträffats i Sverige. Inga underarter finns listade i Catalogue of Life.